# Pieve di San Vittore (Rapolano Terme)
La pieve di San Vittore è un edificio sacro che si trova a Rapolano Terme.

## Descrizione
Ricordata dal 1029, ha una struttura basilicale a tre navate concluse da una sola abside e coperte dalla struttura lignea in vista. Il semplice prospetto della facciata è aperto da un portale con arco a tutto sesto e da una monofora decorata da una colonnetta. L'abside presenta un bel rivestimento in filaretto di travertino ed è conclusa da un coronamento di archetti pensili ricavati in un solo blocco di pietra. La torre campanaria, con elementi protoromanici nella parte basamentale, è stata rifatta in epoca moderna nella parte superiore. All'interno, un frammento di affresco, Sant'Ansano e donatrice, di un artista senese di fine Trecento - inizio Quattrocento, e una terracotta policroma del primo Cinquecento con la Madonna col bambino.